# Bactrocera carambolae
Bactrocera carambolae is een boorvlieg uit de familie Tephritidae. De boorvlieg tast fruitplanten aan. De wetenschappelijke naam is geldig gepubliceerd door Drew en Hancock in 1994. De soort wordt ingedeeld bij het Bactrocera dorsalis complex.   

## Kenmerken
Volwassen vliegen hebben een scutum dat voornamelijk zwart van kleur is en het scutellum is geel van kleur. Over het achterlijf loopt een zwarte streep. Wanneer de larve van de vliegen aan het verpoppen zijn bevinden deze zich in een puparium in de vorm van de ton en dit puparium is qua lengte twintig tot veertig procent korter dan de larven. Wanneer de larven aan het verpoppen zijn, dan zijn de meeste kenmerken van de larve wanneer het puparium opengemaakt zou worden niet meer zichtbaar. 
De larven zijn tussen de 7,5 en 9,5 millimeter lang en zijn tussen de 1,5 en de twee millimeter breed. De eieren zijn ongeveer 0,8 millimeter lang en 0,2 millimeter breed en hebben een witte tot geelwitte kleur.